# Wilhelm Beetz (Historiker)
Wilhelm Beetz (* 26. Februar 1882 in Kiel; † 14. Juli 1966 in Wien) war ein österreichischer Kunsthistoriker.

## Biographie
Wilhelm Beetz wurde 1905 österreichischer Staatsbürger und trat 1906 in die k. u. k. Familienfideikommiss-Bibliothek ein und studierte in Wien und Innsbruck. Das Studium schloss er 1924 mit dem Doktor der Philosophie ab. Bereits ab 1921 war er in der Österreichischen Nationalbibliothek tätig, wo er 1932 Direktor der Porträtsammlung im Range eines Oberstaatbibliothekars wurde. Im gleichen Jahr wurde er zum Hofrat ernannt.
Wilhelm Beetz wurde am 19. Juli 1966 auf dem Neustifter Friedhof in einem Grab mit Grabnutzungsrecht auf Friedhofsdauer beigesetzt.

## Veröffentlichungen (Auswahl)
- Laxenburg – Ein Führer durch das Schloss und den Park. Verlag Gerlach & Wiedling, Wien 1926
- Österreichische Porträtausstellung 1815-1914 – Veranstaltet vom Verein der Museumsfreunde in Wien. Oktober bis Dezember 1927. Künstlerhaus, Wien 1927
- Die „Hermes-Villa“ in Lainz – Mit einer kurzen Geschichte des Tiergartens. Verlag Gerlach & Wiedling, Wien 1929
- Die Porträtsammlung der Nationalbibliothek in ihrer Entwicklung – Zur Erinnerung an die vor 150 Jahren erfolgte Gründung. Verlag der deutschen Vereins-Druckerei, Graz 1935
- Das Wiener Opernhaus – 1869 bis 1955. Panorama-Verlag, Wien 1955